# Era uma Vez em... Hollywood
Once Upon a Time in Hollywood (bra/prt: Era Uma Vez Em... Hollywood) é um filme americano de 2019 do gênero comédia dramática, escrito e dirigido por Quentin Tarantino. Produzido pela Columbia Pictures, Heyday Films e Visiona Romantica, é uma coprodução internacional entre os Estados Unidos e o Reino Unido e é estrelada por Leonardo DiCaprio, Brad Pitt e Margot Robbie, com Emile Hirsch, Margaret Qualley, Mikey Madison, Timothy Olyphant, Dove Cameron, Austin Butler, Bruce Dern e Al Pacino em papéis coadjuvantes. O enredo da obra se passa em Los Angeles dos anos 60, em uma história alternativa na qual um ator de televisão e seu dublê já envelhecido embarcam em uma odisseia para criarem um nome na indústria cinematográfica de Hollywood.
Anunciado pela primeira vez em julho de 2017, é o primeiro filme de Tarantino não produzido em associação ao produtor Harvey Weinstein, depois que aquele cortou os laços com a The Weinstein Company após as acusações de abuso sexual contra este em outubro daquele ano. A Sony Pictures ganhou os direitos de distribuição, tendo cumprido várias das exigências do diretor, incluindo o direito ao corte final. DiCaprio, Pitt e Robbie, assim como vários dos frequentes colaboradores de Tarantino, como Zoë Bell e Kurt Russell, juntaram-se ao elenco entre janeiro e junho de 2018. As filmagens foram realizadas em Los Angeles e duraram de junho a novembro. É o último filme em que Luke Perry trabalhou, o qual morreu em março de 2019.
Once Upon a Time in Hollywood teve sua estreia mundial no Festival de Cannes em 21 de maio de 2019, no qual ganhou o Palme Dog e foi indicado à Palma de Ouro, e foi lançado nos Estados Unidos em 26 de julho; no Reino Unido, em 14 de agosto. Recebeu aclamação por parte da crítica especializada, com críticos chamando-no de "uma carta de amor de Tarantino aos anos 60 em Los Angeles" e elogiando o elenco escolhido. Entre seus vários elogios, o filme foi escolhido pelo American Film Institute e pelo National Board of Review como um dos dez melhores do ano. Na 77.ª edição dos Prêmios Globo de Ouro, ganhou três prêmios, incluindo o de Melhor Filme - Comédia ou Musical e Melhor Ator Coadjuvante (Pitt); nos Prêmios Screen Actors Guild 2020 venceu Melhor Ator Coadjuvante (Pitt). A obra recebeu dez indicações ao BAFTA, como para Melhor Filme, Melhor Diretor, Melhor Ator (DiCaprio), Melhor Atriz Coadjuvante (Robbie), e ganhou Melhor Ator Coadjuvante (Pitt); o mesmo se sucedeu no Oscar 2020, em que recebeu o mesmo número de indicações, dentre as quais as de Melhor Filme, Melhor Diretor, Melhor Ator (DiCaprio), Melhor Roteiro Original e ganhou Melhor Ator Coadjuvante (Pitt) e Melhor Direção de Arte.

## Enredo
Em fevereiro de 1969, o ator de Hollywood Rick Dalton, a estrela da série de televisão Bounty Law dos anos 1950, teme que sua carreira esteja desaparecendo, já que a maioria de seus papéis recentes foram participações especiais como vilões. O agente e diretor de elenco Marvin Schwarz o aconselha a fazer Spaghetti Westerns na Itália, que Dalton acha que estão abaixo dele. O melhor amigo e dublê de Dalton, Cliff Booth - um veterano de guerra que vive em um trailer com seu pit bull, Brandy - dirige para Dalton porque a carteira de motorista deste último foi suspensa devido a prisões por dirigir embriagado. Booth luta para encontrar um dublê por causa de rumores de que ele assassinou sua esposa. A atriz Sharon Tate e seu marido, o diretor Roman Polanski, se mudaram para a casa vizinha de Dalton, que sonha em fazer amizade com eles para reviver sua carreira. Naquela noite, Tate e Polanski vão a uma festa cheia de celebridades na Mansão Playboy.
No dia seguinte, Booth relembra uma disputa de sparring que ele teve com Bruce Lee no set de The Green Hornet, resultando na demissão de Booth. Enquanto isso, Charlie para na residência Polanski procurando por Terry Melcher, que morava lá, mas é recusado por Jay Sebring. Enquanto Tate faz recados, ela para no Fox Bruin Theatre para assistir a si mesma em The Wrecking Crew.
Dalton é escalado para interpretar o vilão no piloto da série de televisão ocidental Lancer e inicia uma conversa com a co-estrela Trudi Frazer, de oito anos. Durante as filmagens, Dalton luta para lembrar suas falas e sofre um colapso em seu trailer como resultado. Ele posteriormente entrega um desempenho forte que impressiona Frazer e o diretor, Sam Wanamaker.
Booth pega uma caroneira, "Pussycat" e a leva para Spahn Ranch, onde trabalhou no set de Bounty Law. Ele toma conhecimento dos muitos "hippies" que vivem lá. Suspeitando que eles podem estar se aproveitando do dono do rancho, George Spahn, Booth insiste em verificar como ele está, apesar das objeções de "Squeaky". Booth fala com o agora quase cego Spahn, que descarta suas preocupações. Ao sair, Booth descobre que "Clem" furou um pneu do carro de Dalton, então Booth bate em "Clem" e o força a trocar o pneu. "Tex" é convocado para lidar com a situação, mas chega quando Booth está indo embora.
Depois de assistir a performance de convidado de Dalton em um episódio de The F.B.I., Schwarz o contrata como protagonista no Spaghetti Western Nebraska Jim de Sergio Corbucci. Dalton leva Booth com ele para um período de seis meses na Itália, durante o qual ele filma três filmes adicionais, e se casa com a estrela italiana Francesca Capucci. Dalton informa a Booth que não pode mais pagar seus serviços.
Na noite de 8 de agosto de 1969, seu primeiro dia de volta a Los Angeles, Dalton e Booth saem para beber para comemorar seu tempo juntos, depois voltam para a casa de Dalton. Enquanto isso, Tate e Sebring saem para jantar com amigos e depois voltam para a casa de Tate. Booth fuma um cigarro com LSD comprado mais cedo e leva Brandy para passear enquanto Dalton prepara bebidas. Os membros da família Manson "Tex", "Sadie", "Katie" e "Flowerchild" chegam do lado de fora em preparação para matar todos na casa de Tate, mas Dalton ouve seu silenciador e os ordena para fora da rua. Reconhecendo-o, os membros da Família mudam seus planos e decidem matá-lo, depois de "Sadie" argumentar que Hollywood "os ensinou a matar". "Flowerchild" os abandona, acelerando com seu carro. Invadindo a casa de Dalton, eles confrontam Capucci e Booth. Booth os reconhece do Spahn Ranch e ordena que Brandy ataque. Juntos, eles matam "Tex" e ferem "Sadie", embora Booth seja esfaqueado na coxa e desmaie depois de matar "Katie". "Sadie" tropeça do lado de fora, alarmando Dalton, que estava em sua piscina ouvindo música em fones de ouvido, alheio à confusão lá dentro. Dalton recupera um lança-chamas usado anteriormente em um filme e incinera "Sadie". Depois que Booth é levado em uma ambulância para receber tratamento, Sebring e Tate convidam Dalton para tomar uma bebida, que ele aceita.

## Elenco
- Leonardo DiCaprio como Rick Dalton
- Brad Pitt como Cliff Booth
- Margot Robbie como Sharon Tate
- Emile Hirsch como Jay Sebring
- Margaret Qualley como Ruth Ann "Pussycat" Moorehouse
- Timothy Olyphant como James Stacy
- Julia Butters como Trudi Frazer
- Austin Butler como Charles "Tex" Watson
- Dakota Fanning como Lynette Alice "Squeaky" Fromme
- Bruce Dern como George Spahn
- Mike Moh como Bruce Lee
- Luke Perry como Wayne Maunder
- Damian Lewis como Steve McQueen
- Al Pacino como Marvin Schwarz
- Nicholas Hammond como Sam Wanamaker
- Samantha Robinson como Abigail Folger
- Rafał Zawierucha como Roman Polanski
- Lorenza Izzo como Francesca Capucci
- Costa Ronin como Wojciech Frykowski
- Damon Herriman como Charles "Charlie" Manson
- Lena Dunham como Catherine "Gypsy" Share
- Madisen Beaty como Patricia "Katie" Krenwinkel
- Mikey Madison como Susan "Sadie" Atkins
- James Landry Hébert como Steven "Clem" Grogan
- Maya Hawke como Linda "Flowerchild" Kasabian
- Victoria Pedretti como Leslie "Lulu" Van Houten
- Sydney Sweeney como Dianne "Snake" Lake
- Kansas Bowling como Sandra "Blue" Good
- Danielle Harris como "Angel"
- Harley Quinn Smith como "Froggie"
- Rumer Willis como Joanna Pettet
- Dreama Walker como Connie Stevens
- Rebecca Rittenhouse como Michelle Phillips
- Rachel Redleaf como Mama Cass
- Rebecca Gayheart como Billie Booth
- Scoot McNairy como Bob Gilbert
- Kurt Russell como Randy Lloyd e o Narrador
- Zoë Bell como Janet Lloyd

## Lançamento
Once Upon a Time in Hollywood teve sua estreia mundial no Festival de Cannes em 21 de maio de 2019. Foi lançado nos cinemas dos Estados Unidos em 26 de julho, pela Sony Pictures Releasing. Inicialmente, tinha sido agendado para ser lançado em 9 de agosto para coincidir com 50.º ano dos Assassinatos Tate-LaBianca.

## Recepção

### Resposta da crítica

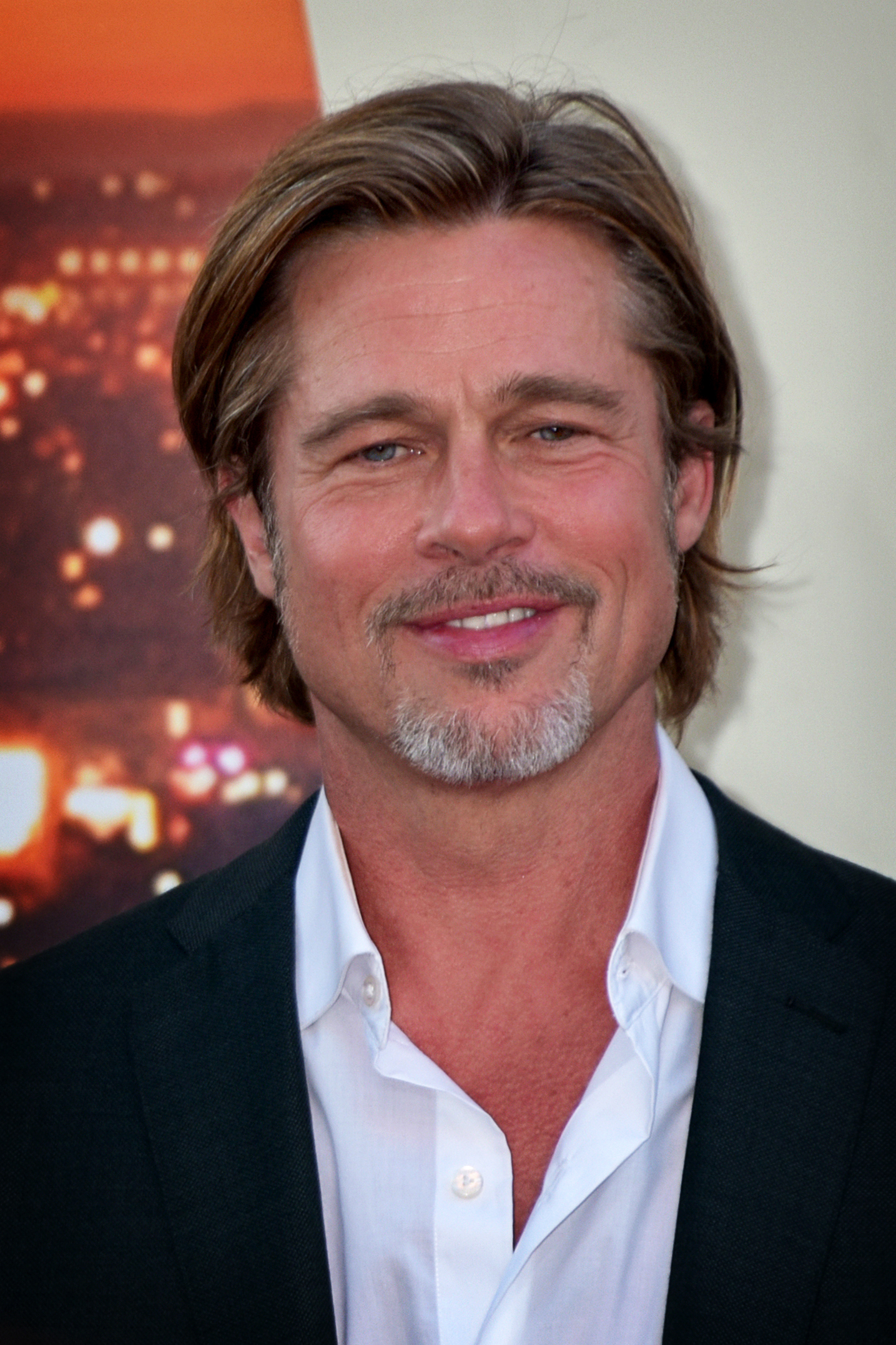
A atuação de Pitt foi amplamente elogiada, com analistas observando-na como uma das melhores (ou mesmo a melhor) de sua carreira, bem como uma das melhores do ano. O ator ganhou o Oscar, BAFTA, Critics' Choice, Globo de Ouro e o SAG.

No agregador de resenhas Rotten Tomatoes, o filme recebeu um "Certificado Fresco" e marca 85% de aprovação com base em comentários de 527 críticos. De acordo com o site, o consenso crítico do filme diz: "Incrivelmente desenfreado, mas solidamente trabalhado, Once Upon a Time in Hollywood mescla os impulsos provocativos de Tarantino com a clareza da visão de um cineasta maduro." No Metacritic, que atribui uma média aritmética ponderada com base em 100 comentários de críticos mainstream, o filme recebeu 83/100 pontos com base em 62 comentários, indicando "aclamação universal". Ainda no website, foi classificado como o 39.º melhor filme do ano, assim como o 6.º mais comentado e o 4.º mais compartilhado.
The Hollywood Reporter publicou que "os críticos apresentaram "uma visão geral positiva" do filme, chamando-no de "uma carta de amor de Tarantino aos anos 60 em Los Angeles" e elogiando o elenco escolhido, "embora alguns ficaram divididos no que concerne ao seu final". Peter Bradshaw, do The Guardian, deu-lhe a classificação máxima de cinco estrelas e elogiou as atuações de Pitt e DiCaprio, chamando o filme de "ultrajante, desorientador, irresponsável e também brilhante". A mesma nota foi dada por Dave Calhoun, da Time Out, que descreveu o filme como "[...] uma carta de amor a Los Angeles e à indústria cinematográfica, atrelando sua narrativa explícita a requintadas atuações de Brad Pitt e Leonardo DiCaprio, [que] são excelentes juntos, conversadores e brilhantes. E, no entanto, ainda é muito um filme de Tarantino." Liam Lacey, para Original Cin, também o premiou com sua nota máxima, chamando-o de "melancólico, engraçado e complicado de maneiras interessantes", e completou que "pode ser o filme mais caloroso de Tarantino desde Jackie Brown". De mesmo modo, com cinco estrelas em resenha ao San Francisco Chronicle, Mick LaSalle elogiou muitos aspectos do filmes, dentre os quais as atuações de DiCaprio, sobre a qual chamou "de partir o coração, sem nunca perder a ansiedade pelos excessos de Tarantino. A atuação é grande, mas não vazia", e de Pitt, escrevendo que "esse pode ser seu melhor desempenho. A certa altura, Cliff se encontra no esconderijo da família Manson, e a maneira como Pitt enfrenta a situação, percebendo gradualmente que algo que parecia excêntrico é, de fato, mau - é fascinante. Ao longo do filme, Pitt exala charme e natureza filosófica, mas também a possibilidade de explosividade. Ele não mostra tudo. O que você diz sobre uma performance como essa? Cena por cena, Pitt parece saber o que fazer o tempo todo - e nunca faz parecer que é atuação". O crítico também voltou sua atenção à direção de arte, dizendo que "o filme poderia ter sido filmado em 1969. As placas de rua e as fachadas das lojas foram meticulosamente recriadas; algumas fotos parecem ter saído da década de 1960, e até o filme, a saturação de cores e a relação entre claro e escuro fazem com que pareça 50 anos atrás." João Pinto do Portal-Cinema.com considerou um "filme tão irreverente como o seu realizador".
Brian Tallerico, do RogerEbert.com, concedeu-lhe a pontuação máxima de quatro estrelas, chamando-o de "estratificado e ambicioso, o produto de um cineasta confiante que trabalha com colaboradores em sintonia com sua visão", e observou-o como "uma combinação brilhante e às vezes escandalosamente fantástica de eventos e personagens da vida real com pura ficção". Com uma classificação de quatro estrelas em cinco, para o jornal Wall Street Journal, Joe Morgenstern o denominou de "violento, terno e engraçado". Em sua resenha ao Omelete, Natália Bridi avaliou o filme com a mesma nota e escreveu: "Melancólico e hilário, filme é o mais maduro da carreira de Quentin Tarantino".
Por outro lado, a filha de Bruce Lee, que é retratado no filme, disse que ficou desanimada com a "representação" de seu pai.

## Prêmios e indicações
O êxito comercial e crítico de Once Upon a Time in Hollywood também mostrou-se presente nas suas premiações. Após seu lançamento, apresentou-se como um dos favoráveis para receber indicações a prêmios prestigiados do cinema. Logo em sua abertura no Festival de Cannes de 2019, ganhou o Palme Dog e foi indicado à Palma de Ouro. Nos círculos de críticos de cinema, ocorridos do meio do ano em diante, o filme angariou inúmeras vitórias, em especial Brad Pitt, que ganhou prêmios na categoria coadjuvante.

### Oscar 2020(EUA)
| Data da Cerimônia      | Categoria               | Recipiente                                         | Resultado |
| ---------------------- | ----------------------- | -------------------------------------------------- | --------- |
| 9 de Fevereiro de 2020 | Melhor Filme            | David Heyman, Shannon McIntosh e Quentin Tarantino | Indicado  |
| 9 de Fevereiro de 2020 | Melhor Diretor          | Quentin Tarantino                                  | Indicado  |
| 9 de Fevereiro de 2020 | Melhor Ator             | Leonardo DiCaprio                                  | Indicado  |
| 9 de Fevereiro de 2020 | Melhor Ator Coadjuvante | Brad Pitt                                          | Venceu    |
| 9 de Fevereiro de 2020 | Melhor Roteiro Original | Quentin Tarantino                                  | Indicado  |
| 9 de Fevereiro de 2020 | Melhor Fotografia       | Robert Richardson                                  | Indicado  |
| 9 de Fevereiro de 2020 | Melhor Direção de Arte  | Barbara Ling e Nancy Haigh                         | Venceu    |
| 9 de Fevereiro de 2020 | Melhor Figurino         | Arianne Phillips                                   | Indicado  |
| 9 de Fevereiro de 2020 | Melhor Edição de Som    | Michael Minkler, Christian P. Minkler e Mark Ulano | Indicado  |
| 9 de Fevereiro de 2020 | Melhor Mixagem de Som   | Wylie Stateman                                     | Indicado  |

### Globo de Ouro 2020(EUA)
| Data da Cerimônia    | Categoria                                 | Recipiente        | Resultado |
| -------------------- | ----------------------------------------- | ----------------- | --------- |
| 5 de Janeiro de 2020 | Melhor Filme - Comédia ou Musical         | Quentin Tarantino | Venceu    |
| 5 de Janeiro de 2020 | Melhor Diretor                            | Quentin Tarantino | Indicado  |
| 5 de Janeiro de 2020 | Melhor Ator em Filme - Comédia ou Musical | Leonardo DiCaprio | Indicado  |
| 5 de Janeiro de 2020 | Melhor Ator Coadjuvante                   | Brad Pitt         | Venceu    |
| 5 de Janeiro de 2020 | Melhor Roteiro                            | Quentin Tarantino | Venceu    |

### BAFTA 2020(Reino Unido)
| Data da Cerimônia      | Categoria                | Recipiente                                         | Resultado |
| ---------------------- | ------------------------ | -------------------------------------------------- | --------- |
| 2 de Fevereiro de 2020 | Melhor Filme             | David Heyman, Shannon McIntosh e Quentin Tarantino | Indicado  |
| 2 de Fevereiro de 2020 | Melhor Diretor           | Quentin Tarantino                                  | Indicado  |
| 2 de Fevereiro de 2020 | Melhor Ator              | Leonardo DiCaprio                                  | Indicado  |
| 2 de Fevereiro de 2020 | Melhor Ator Coadjuvante  | Brad Pitt                                          | Venceu    |
| 2 de Fevereiro de 2020 | Melhor Atriz Coadjuvante | Margot Robbie                                      | Indicado  |
| 2 de Fevereiro de 2020 | Melhor Roteiro Original  | Quentin Tarantino                                  | Indicado  |
| 2 de Fevereiro de 2020 | Melhor Direção de Arte   | Barbara Ling e Nancy Haigh                         | Indicado  |
| 2 de Fevereiro de 2020 | Melhor Figurino          | Arianne Phillips                                   | Indicado  |
| 2 de Fevereiro de 2020 | Melhor Edição            | Fred Raskin                                        | Indicado  |
| 2 de Fevereiro de 2020 | Melhor Escolha de Elenco | Victoria Thomas                                    | Indicado  |

### Critics' Choice Awards 2020(EUA)
| Data da Cerimônia     | Categoria                 | Recipiente                      | Resultado |
| --------------------- | ------------------------- | ------------------------------- | --------- |
| 12 de Janeiro de 2020 | Melhor Filme              | Shannon McIntosh e David Heyman | Venceu    |
| 12 de Janeiro de 2020 | Melhor Diretor            | Quentin Tarantino               | Indicado  |
| 12 de Janeiro de 2020 | Melhor Ator               | Leonardo DiCaprio               | Indicado  |
| 12 de Janeiro de 2020 | Melhor Ator Coadjuvante   | Brad Pitt                       | Venceu    |
| 12 de Janeiro de 2020 | Melhor Ator/Atriz Jovem   | Julia Butters                   | Indicado  |
| 12 de Janeiro de 2020 | Melhor Roteiro Original   | Quentin Tarantino               | Venceu    |
| 12 de Janeiro de 2020 | Melhor Fotografia         | Robert Richardson               | Indicado  |
| 12 de Janeiro de 2020 | Melhor Direção de Arte    | Barbara Ling e Nancy Haigh      | Venceu    |
| 12 de Janeiro de 2020 | Melhor Edição             | Fred Raskin                     | Indicado  |
| 12 de Janeiro de 2020 | Melhor Figurino           | Arianne Phillips                | Indicado  |
| 12 de Janeiro de 2020 | Melhor Cabelo e Maquiagem |                                 | Indicado  |
| 12 de Janeiro de 2020 | Melhor Elenco             |                                 | Indicado  |